# Donald Broadbent

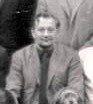
Donald Broadbent

Donald E. Broadbent (Birmingham 6 mei 1926-10 april 1993) was een invloedrijke Engelse experimenteel psycholoog.
Hij studeerde aan de Universiteit van Cambridge en werd aldaar in 1958 benoemd tot directeur van de Applied Psychology Research Unit, een stichting die in het leven was geroepen door de Medical Research Council. Zijn onderzoek betekende een voortzetting van het werk van zijn voorganger Frederic Bartlett, en bevatte zowel belangrijke toegepaste elementen, als theoretische vernieuwingen op het terrein van de selectieve aandacht en het kortetermijngeheugen. Broadbents filtertheorie van selectieve aandacht wordt gezien als een voorbeeld van een vroege-selectietheorie omdat hierin irrelevante stimuli worden uitgefilterd op basis van fysische kenmerken (zoals toonhoogte of luidheid van tonen) voordat de betekenis van de stimuli bewust was geanalyseerd. Zijn bekendste werk "Perception and Communication" behoort nog steeds tot de klassieke werken uit de experimentele psychologie. Ook besteedde Broadbent aandacht aan de invloeden van stress op menselijke informatieverwerking.
- Bibsys: 90095203
- Bibliothèque nationale de France: cb124133853 (data)
- CiNii: DA00561879
- Gemeinsame Normdatei: 121861791
- International Standard Name Identifier: 0000 0001 1080 9485
- Library of Congress Control Number: n50040587
- Nationale Bibliotheek van Tsjechië: mzk2004228277
- Nationale bibliotheek van Australië: 36532974
- Nationale Bibliotheek van Israël: 987007444451205171
- Nationale Bibliotheek van Polen: a0000003190546
- Nationale en Universitaire bibliotheek Zagreb: 000061302
- Nederlandse Thesaurus van Auteursnamen: 068773226
- Réseau des bibliothèques de Suisse occidentale: 02-A003045142
- SNAC: w6x783zf
- Système universitaire de documentation: 033248346
- Trove: 1276923
- Virtual International Authority File: 108374809
- WorldCat: E39PBJfgY9bRqYchyDwpMrQXh3